# Bindal, Yeşilyurt
Bindal là một xã thuộc huyện Malatya, tỉnh Malatya, Thổ Nhĩ Kỳ. Dân số thời điểm năm 2011 là 1.205 người.